# والتر لويس براون
والتر لويس براون (بالإنجليزية: Walter Lewis Brown)‏ هو أمين مكتبة أمريكي، ولد في 4 يناير 1861، وتوفي في 16 أكتوبر 1931.